# Weerts

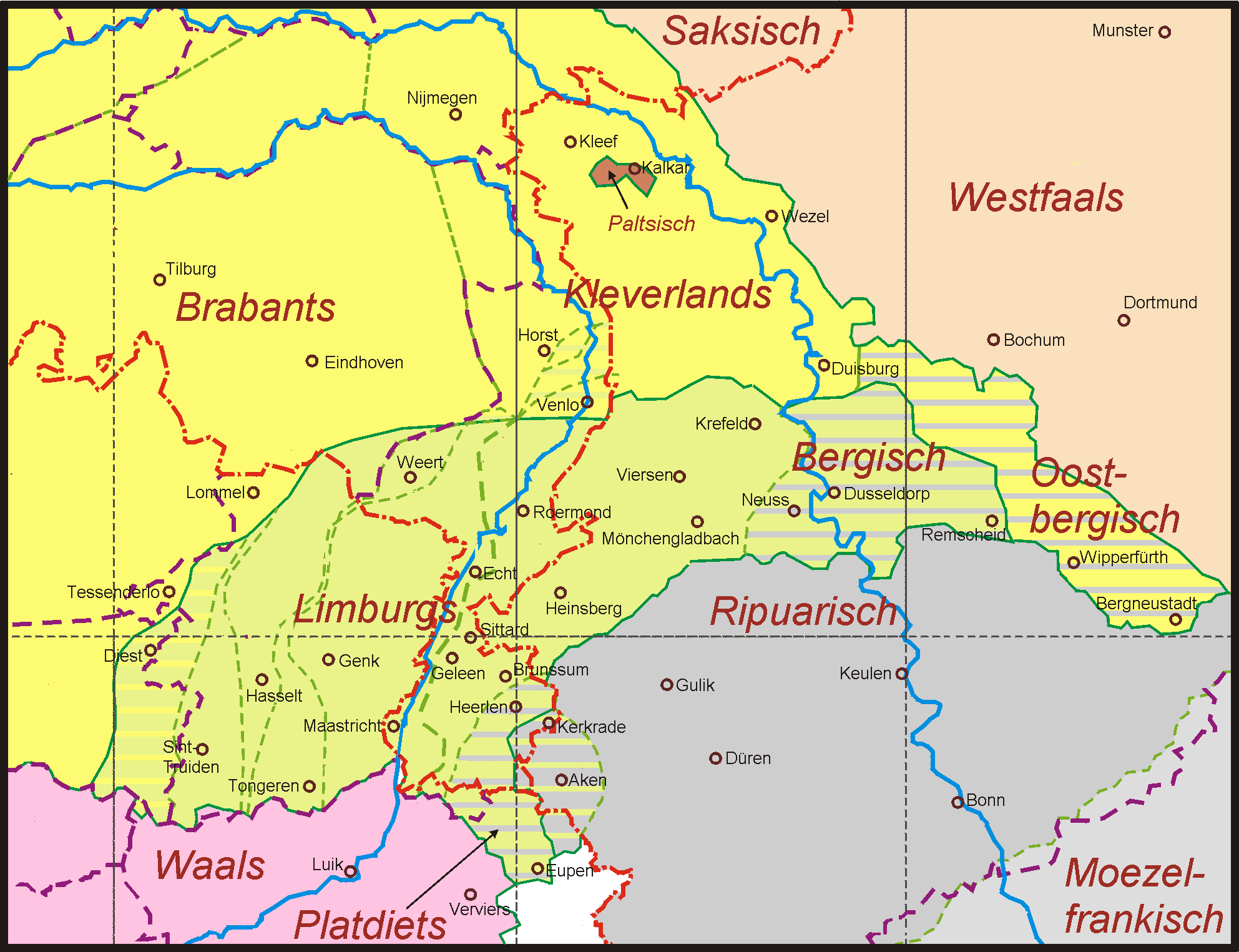
Het Maas-Rijnlandse dialectcontinuüm

Het Weerts, ook wel Stadweerts genoemd (Limburgs: Wieërts) is een stadsdialect, dat gesproken wordt in de stad Weert in de Nederlandse provincie Limburg.
Samen met het Buitenijen Weerts, Nederweerts en Ospels vormt het Weerts een grotere dialectgroep binnen het Centraal-Limburgs: het Weerterlands. 

## Corpus
De oudste Weerter tekst is waarschijnlijk een vertaling van de gelijkenis van de Verloren Zoon uit 1807 (gepubliceerd in het boek 'Het Limburgs onder Napoleon').

## Kenmerken
Omdat het Weerts een stadsdialect is, wijkt het soms sterk af van de dialecten die gesproken worden in de directe omgeving. 
Weert ligt ten westen van de Panninger linie, hierdoor heeft het dialect dus te maken met een sch- waar veel andere Limburgse dialecten een sj- hebben. Ook ligt de stad dicht bij de Genker barrière (de doe/gij-lijn). 
In het Weerts is het voornaamwoord "gij" algemeen in het enkelvoud. Het komt voor in de vorm je bij een paar vaste verbindingen, zoals ajje (als je) en dooje (doe je). De meer zuidelijke vormen "de" en "dich" zijn in het Stadsweerts beperkt tot de aanspreekvorm voor kinderen en vrouwen, maar in varianten van het Weerts uit de omgeving zijn deze vormen algemeen. 
Andere belangrijke kenmerken van het Stadsweerts zijn dat het woord voor "uit" uut is. In veel andere Limburgse dialecten, waaronder de Buitenijen-dialecten, is dit oet.
Daarnaast kenmerkt het Weerts zich doordat het geen t-deletie heeft, en doordat er bijvoorbeeld bij werkwoorden in de derde persoon enkelvoud tj staat.

## Werkwoordspelling
| Nederlands Persoonlijk Voornaamwoord | Weerts Persoonlijk Voornaamwoord   | Uitgang                          |
| ------------------------------------ | ---------------------------------- | -------------------------------- |
| ik                                   | ich                                | stam                             |
| jij / je                             | gae (mannelijk) dich (vrouwelijk)  | stam+tj* stam+s of +st           |
| hij zij het men                      | hae ze / zeuj 't me                | stam+tj*                         |
| wij                                  | vae / ve / wae                     | stam+e (hele werkwoord)          |
| jullie / u                           | gae jullie (jeugd, niet officieel) | stam+tj* stam+e (hele werkwoord) |
| zij / ze                             | ze / zeuj                          | stam+e (hele werkwoord)          |

* = indiende laatste letter stam een s is, wordt de uitgang sjt of sj.
| Nederlands Persoonlijk Voornaamwoord | Weerts Persoonlijk Voornaamwoord   | Uitgang zwakke werkwoorden | Uitgang sterke werkwoorden |
| ------------------------------------ | ---------------------------------- | -------------------------- | -------------------------- |
| ik                                   | ich                                | stam+dje**                 | ablaut                     |
| jij / je                             | gae (mannelijk) dich               | stam+dje* stam+djest       | ablaut+tj ablaut+s of +st  |
| hij zij het men                      | hae ze / zeuj 't me                | stam+dje**                 | ablaut                     |
| wij                                  | vae / ve / wae                     | stam+dje**                 | ablaut+e                   |
| jullie / u                           | gae jullie (jeugd, niet officieel) | stam+dje**                 | ablaut+tj ablaut+e         |
| zij / ze                             | ze / zeuj                          | stam+dje**                 | ablaut+e                   |

**= de letter d kan wegvallen waardoor het bijvoorbeeld schöd-je is maar ook wit-dje.

## Klinkers
Een zeer opvallend kenmerk aan de fonologie van het Weerts is het grote aantal verschillende klinkers; het zijn er waarschijnlijk 28. Samen met nog een paar andere dialecten (zoals dat van Hamont en een Beiers dialect) staat het Weerts daarmee aan kop op de wereldranglijst.
Voorbeelden (de eerste klank is normaal, de tweede is een verlengde klank en de derde is een tweeklank met een sjwa (e) erbij):
| wies  | = wijze, melodie of (ik) wijs     |
| wiês  | = wijs (adjectief)                |
| wieës | = wees (substantief en werkwoord) |

| hoes  | = hoes (bijvoorbeeld platenhoes) |
| hoês  | = huis                           |
| hoeës | = (wind)hoos                     |

Het Weerts gebruikt dit systeem soms ook voor meervoud:
- kniên (konijn) - knien (konijnen)
- beîn (been)  - bein (benen)